# 健康生成論
健康生成論（Salutogenesis）とは、医療社会学教授アーロン・アントノフスキーによる造語である。この用語は、病気（病因）を引き起こす要因ではなく、人間の健康とウェル・ビーイングを支える要因に焦点を当てたアプローチを記述するものである。とりわけ、健康生成モデル（salutogenic model）は、健康、ストレス、ストレスコーピングらと関連が深い。
アントノフスキーの理論は「健康/疾病の二分に分ける伝統的医療モデル」を排するものである。
アントノフスキーはそれを連続変数として扱い、"health-ease vs dis-ease モデルとした。

## 発見
"salutogenesis"との語は、 salus(健康) + genesis(起源) のギリシャ語である。アントノフスキーは、「人々はどうストレスを管理し、うまくやっていくか」の研究に基づいてこの語を開発した。彼はストレスというものは遍在するものであるが、全ての人々がストレスに反応して健康にマイナスになる訳ではないという事を発見した。一部の人々は、潜在的に悪いストレスに晒され続けても健康を維持しているのであった。
アントノフスキーは1979年の「健康、ストレス、対処」との本で、様々な人に対し、人生の中で最も悲惨な経験を経験しても、その中で人々が生き残り、適応し、克服する方法について質問した。彼の1987年の『健康の神秘を解き明かす』との本は、女性と加齢との研究へさらに焦点を合わせたものであった。彼はナチス強制収容所で生存していた女性の29%が、対照群の51%と比較して、肯定的な感情的健康を有していた事を発見した。彼の発見は、生存者の29%らはストレスを受けても精神的に病んでいないという事だった。アントノフスキーは「私にとっては、私が意識的に"健康生成論"と呼ぶものを定式化することとなる劇的な経験であった」と記している。
健康生成理論では、人々は絶えず苦難の影響を受けて戦っているとされる。このような四方八方から受けるパワーは、一般的な資源障害（generalized resource deficits, GRDs）と呼ばれている。一方、一般的な抵抗性資源（generalized resistance resources, GRRs）は、人が心理社会的ストレッサーに対処し、回避、撲滅するのに効果的で助けとなる資源全てである。例としては、お金、自我の強さ、社会的支援などのリソースが挙げられる。
GRDにおいて、現在の状況を乗り切れるほどSOCが強くない時、コーピングメカニズムを失敗させる事となる。これは病気を引き起こし場合によっては死に至りえる。一方SOCが高い時には、ストレス要因は必ずしも有害ではない。すなわち、因子が病原性、中立、有益性のいずれかとなるかを決定するのは、GRDとSOCのバランスでなのである。
アントノフスキーの定式化は、GRRによって個人がイベントを感知し、管理することを可能にした事であった。彼は、年月を経てさまざまなリソースをうまく利用することによってもたらされた肯定的な経験というものは、「個人のストレスコーピングにおいて不可欠なツール」であると主張している。

## 首尾一貫感覚
首尾一貫感覚（sense of coherence, SOC）とは、人間の機能におけるストレスの役割の中心的説明を提供する、理論的な定式化である。「ストレスがあなたを傷つけるかどうかを決定するのは、特定のストレス要因が人生において遭遇する可能性よりも、その事象へのあなたの知覚および対応よりも、そのストレスがあなたの感覚に逆らうものかどうかという点なのである」アントノフスキーは、SOCを以下と定義している。

汎用的な方向性をもち、普及した、信頼性のある力動的な永続的感情であり、

1）日常生活において内外の環境から生じる刺激などは、それにより構造化され、予測可能であり、説明可能である

2）それら刺激によってもたらされるニーズは、それを満たすためのリソースが利用可能である

3）これらのニーズは、これからも投資し関与していくにふさわしい課題である

ものである

彼の定式化では、SOCは以下の3要素がある。
- 把握可能感（Comprehensibility）：物事は秩序ある予測可能な方法で起こるものであり、あなたは人生の出来事を理解可能であり、将来起こることを合理的に予測できるという考え。
- 処理可能感（Manageability）：あなたはスキル、能力、サポート、ヘルプ、または物事の世話に必要なリソースを持っており、そして物事は管理可能であって、あなたのコントロール内にあるという信念。
- 有意味感（Meaningfulness）：人生とは、面白くて満足感の源であり、本当に価値があって、これから何が起こるかを気にする良い理由や目的があるという信念。

アントノフスキーによれば、3番目の要素が最も重要だとされる。人がこれからも生き残り、ミッションに直面する理由がないと信じている場合、生きる意味を持たない場合、起こった出来事を理解し管理しようとする動機がない。アントノフスキーの本質的な議論は、「突然変異したサル」は、強力な「首尾一貫性感覚(SOC)」を経験することに依存するということである。彼の研究では、SOCとはポジティブな健康アウトカムをまねくことを示している。

## 応用分野

### 保健と医療
アントノフスキーは、主に健康心理学、行動療法、健康社会学の分野にて取り組んでいるとの見解を示している。この用語は、医療と予防医学の医療分野で採用されつつある。また、看護の現代的アプローチ。精神医学、医療アーキテクチャを説明するための用語として採用されている。
健康生成論はまた、即席での意思決定のための方法として用いら、例えば救急ケア、医療アーキテクチャなどがある。

### 職場
SOCの3要素、把握可能感、処理可能感、有意味感らは、職場にも適応されている。
有意味感は、職場における参加意欲、意欲の感覚、仕事の意味に関連していると考えられる。また有意味感は、ジョブ管理、および仕事の意義とも関連がある。ジョブ管理とは、従業員が自分の仕事や作業プロセスに関する意思決定を行う権限を持つことを意味する。仕事の意義とは、「仕事の仕事の態度、価値観、目標、動機づけと関わりの感情との強い認識を伴う個人的価値観と仕事活動との合同体験」である。
処理可能感の構成要素は、ジョブ制御に関連するだけでなく、リソースへのアクセスにも関係する。また、社会技能および信頼とも結びついていると考えられている。社会関係は有意味感にも関係している。
把握可能感は、職場における一貫したフィードバックによって影響され得る。例えば職能評価など。

## さらに読む
- Becker, C. M., Glascoff, M. A., & Felts, W. M. (2010). "Salutogenesis 30 Years Later: Where do we go from here?" International Electronic Journal of Health Education, 13, 25-32. Can access at: http://files.portfolioeducacional.webnode.pt/200000064-08f0a09ea3/Orienta%C3%A7%C3%A3o%20Salutog%C3%A9nica.pdf
- Studying Health vs. Studying Disease - Aaron Antonovsky. Lecture at the Congress for Clinical Psychology and Psychotherapy, Berlin, 19 February 1990.
- Coping with Existential Threats and the Inevitability of Asking for Meaningfulness - Peter Novak. A philosophical perspective
- https://usyd.academia.edu/JanGolembiewski/Papers/290160/Start_Making_Sense - Start Making Sense; Applying a salutogenic model to architectural design for psychiatric care - Jan Golembiewski. A method of appliying salutogenic theory.
- Salutogenesis
- Bengt Lindström, "Salutogenesis – an introduction"
- Golembiewski, J. (2012). "Salutogenic design: The neural basis for health promoting environments." World Health Design Scientific Review 5(4): 62-68. https://www.academia.edu/2456916/Salutogenic_design_The_neural_basis_for_health_promoting_environments
- Mayer, C.-H. & Krause, C. (Eds.)(2012): Exploring Mental Health: Theoretical and Empirical Discourses on Salutogenesis. Pabst Science Publishers.
- The Handbook of Salutogenesis Editors: Mittelmark, M.B., Sagy, S., Eriksson, M., Bauer, G., Pelikan, J.M., Lindström, B., Espnes, G.A. (Eds.) Comprehensive overview of salutogenesis and its contribution to health promotion theory https://www.springer.com/us/book/9783319045993